# Horakhty
Pour les articles homonymes, voir Horus (homonymie) et Horus.
Horakhty (L'Horus des deux horizons) est, dans la mythologie égyptienne, une des manifestations d'Horus représentée sous la forme d'un faucon. Il est le dieu du soleil se levant à l'horizon.
Selon la tradition égyptienne, Pharaon gouverne d'un horizon à l'autre (d'Est en Ouest) sous la forme d'Horakhty.
À Héliopolis, il est adoré aux côtés de Rê sous la forme de Rê-Horakhty.